# بينن ألستر
بحيرة بينن ألستر أو بحيرة ألستر الداخلية (بالإنجليزية: Binnenalster)، هي واحدة من بحيرتين اصطناعيتين داخل حدود مدينة هامبورغ في ألمانيا، واللتان تتشكلان من نهر ألستر أما البحيرة الأخرى فهي (بالإنجليزية: Außenalster). يُقام المهرجان السنوي الرئيسي فيها وهو مهرجان "ألسترفرغنوغن" (بالإنجليزية: Alstervergnügen).
تبلغ مساحة البحيرة 0.2 كيلومتر مربع (0.077 ميل2).

## لمحة

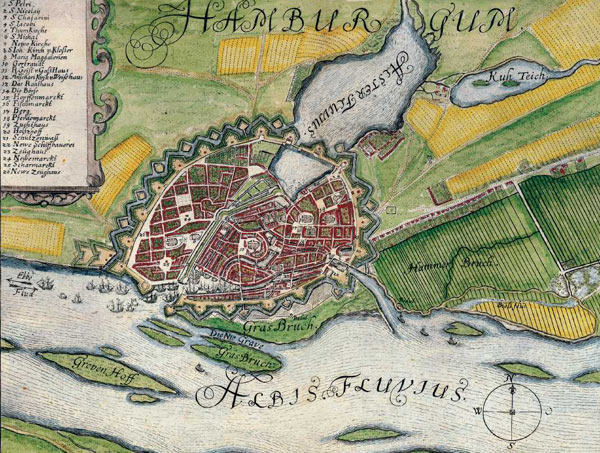
خريطة هامبورغ حوالي عام 1660

### التاريخ
تشير كلمة الداخلية (inner) إلى الأسوار القديمة لمدينة هامبورغ. حيث كانت بحيرة بيننالستر (Binnenalster) الجزء من البحيرة الذي كان داخل أسوار المدينة. وقد أُنشئت البحيرة في الأصل لتكون خزانًا مائيًا لطاحونة. بعد عام 2008 لم تعد الأسوار القديمة موجودة، وأبدلت بإنشاء جسران للسيارات والقطارات فوق النهر، وهما جسر لومبارد (Lombardsbrücke) وجسر كينيدي (Kennedybrücke).

### الموقع
يحد من بحيرة بيننالستر شوارع جسرية بثلاث اتجاهات، بينما يحدها منتزه من الجهة الشمالية. حيث يُعد شارع يونغفيرنشتيغ (Jungfernstieg) في الجهة الجنوبية، ومقابل هذا المنتزه، جادة مزدحمة ومركزًا رئيسيًا لـ بيننالستر. وعلى الجانبين، شارعا باليندام (Ballindamm) ويونغفيرنشتيغ الجديد (Neuer Jungfernstieg) اللذان احتضنا عددًا من المقرات الرئيسية للشركات والفنادق الفاخرة.

## المناسبات العامة

### مهرجان ألسترفرغنوغن
يُعد مهرجان ألسترفرغنوغن (بالإنجليزية: Alster enjoyment) مهرجانًا سنويًا يُقام في الشوارع المحيطة بالبحيرة. حيث يُنظَّم المهرجان دائمًا خلال عطلة نهاية الأسبوع الأولى من شهر سبتمبر، ويقدّم مجموعة متنوعة من أكشاك الطعام والشراب والبيع والألعاب، بالإضافة إلى عروض لفرق الروك الموسيقية.

بيننالستر في يوم غائم

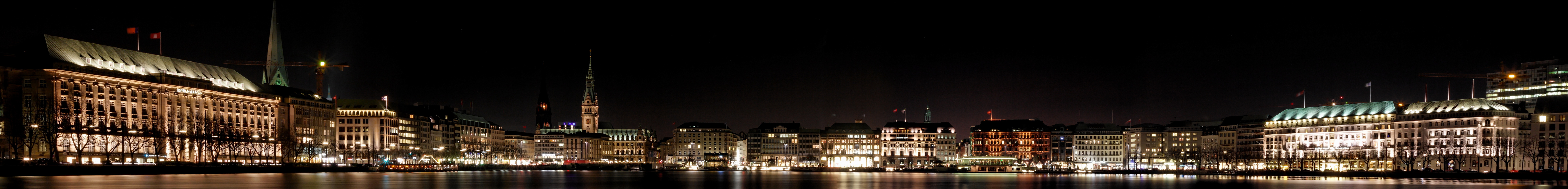
بيننالستر في الليل

## روابط خارجية
- صور بينينالستر على bilderbuch-hamburg.de (بالألمانية)
- صور بينينالستر على bilder-hamburg.info (بالألمانية)
- هامبورغ